# 左鎰
左鎰（1507年—1566年），字應衡，號東井，南直隸寧國府涇縣人，明朝政治人物。

## 生平
治《易經》，嘉靖十年（1531年）由縣學生中式辛卯科應天府鄉試第六名舉人，嘉靖十一年（1532年）聯捷壬辰科會試第三名，第二甲第二十五名進士。觀刑部政，授南京户部主事，改兵部，陞尚寶司少卿，卒。

## 家族
曾祖左恕；祖左燉；父左瓉；母趙氏。具慶下，妻唐氏，行七，兄錦；鍍；鑾；鉄；錕；鍊，弟钀；□；鑢；鑛。